# Modesto López
Modesto López Novoa (Orense, España, 21 de enero de 1965) es un exfutbolista español que se desempeñaba como defensa central . Actualmente se encuentra retirado, siendo su última temporada en el año 1999, concretamente 01/07/1999. Jugó en la primera división española con la S. D. Compostela jugando 12 partidos y contando con 1080 minutos disputados en la temporada 94-95 donde su equipo consiguió el 16º puesto manteniendo la categoría y marcando 34 goles a favor y 46 en contra concando con 11 victorias, 12 empates y 15 derrotas. También jugó en la segunda división española en varios equipos sumando solo 1050 minutos entre las 5 temporadas que jugó en esa categoría debido a sus pocas alineaciones. (C.D Ourense, S.D Compostela y R. C Deportivo De La Coruña)  Durante su trayectoria futbolística profesional no marcó ningún gol ni repartió asistencias. Decidió volver al C.D Ourense en 1996, siendo el equipo de su ciudad natal el último equipo en el que militó antes de su retirada a los 34 años.
En la competición Copa del rey, la temporada que militó con su equipo S.D. Compostela en primera división (94-95) cayeron en cuarta ronda por la UE Lleida perdiendo en la ida 2-0 y con un empate a 0 en la vuelta siendo en Compostela.

## Clubes
| Club                         | País   | Año       |
| ---------------------------- | ------ | --------- |
| R. C. Deportivo de La Coruña | España | 1986-1991 |
| S. D. Compostela             | España | 1991-1995 |
| C. D. Ourense                | España | 1996-1999 |